# Manuel Lloret
Lloret  Zaragoza est un nom espagnol. Le premier nom de famille, en général paternel, est Lloret ; le second, en général maternel, souvent omis, est Zaragoza.
Manuel Lloret Zaragoza, né le 4 août 1981 à Muro de Alcoy, est un coureur cycliste espagnol, .

## Biographie
Manuel Lloret commence sa carrière professionnelle en 2005 dans l'équipe Comunidad Valenciana. Il signe un premier succès en février 2006 en remportant la deuxième étape du Tour d'Andalousie. Cette année-là, il est cependant l'un des 14 coureurs de Comunidad Valenciana cités dans l'affaire Puerto comme étant client du docteur Fuentes. Comme ses coéquipiers, il est blanchi par la justice espagnole durant le mois de juillet. L'équipe disparaît néanmoins en fin de saison.
En 2007, Manuel Lloret intègre la nouvelle formation Fuerteventura-Canarias, en compagnie de six autres anciens coureurs de Comunidad Valenciana. Il remporte le Tour de la communauté de Madrid, et monte sur les podiums du Tour de Murcie, du Tour de l'Alentejo et du championnat d'Espagne contre-la-montre. Non-sélectionnée pour le Tour d'Espagne, l'équipe Fuerteventura-Canarias disparaît à son tour.
Manuel Lloret revient dans les rangs amateurs en 2008, au sein de l'équipe Comunitat Valenciana-CCN. En avril, il gagne une étape du Tour d'Estrémadure, dont il prend la deuxième place. En juillet, il retrouve une place dans une équipe professionnelle avec formation portugaise Barbot-Siper.

## Palmarès
- 2003
  - 3e du championnat d'Espagne du contre-la-montre espoirs
- 2006
  - 2e étape du Tour d'Andalousie
  - 3e du Tour du district de Santarém
- 2007
  - Tour de la communauté de Madrid :
    - Classement général
    - 2e étape (contre-la-montre)

  - 3e du Tour de Murcie
  - 3e du Tour de l'Alentejo
  - 3e du championnat d'Espagne du contre-la-montre
- 2008
  -  Champion d'Espagne du contre-la-montre amateurs
  - 4e étape du Tour d'Estrémadure
  - 2e de la Prueba Loinaz
  - 2e du Tour d'Estrémadure
  - 3e du Tour de Cartagène
- 2009
  - 1re étape du Cinturón a Mallorca (contre-la-montre)
  - Prologue du Tour de Zamora

## Classements mondiaux
| Année           | 2005   | 2006 | 2007 | 2008 | 2009 |
| --------------- | ------ | ---- | ---- | ---- | ---- |
| UCI Europe Tour | 1 134e | 287e | 75e  | 440e | 568e |